# Saint-Maurice-des-Lions
Saint-Maurice-des-Lions è un comune francese di 968 abitanti situato nel dipartimento della Charente, nella regione della Nuova Aquitania.

## Società

### Evoluzione demografica
Abitanti censiti